# Horní Nerestce

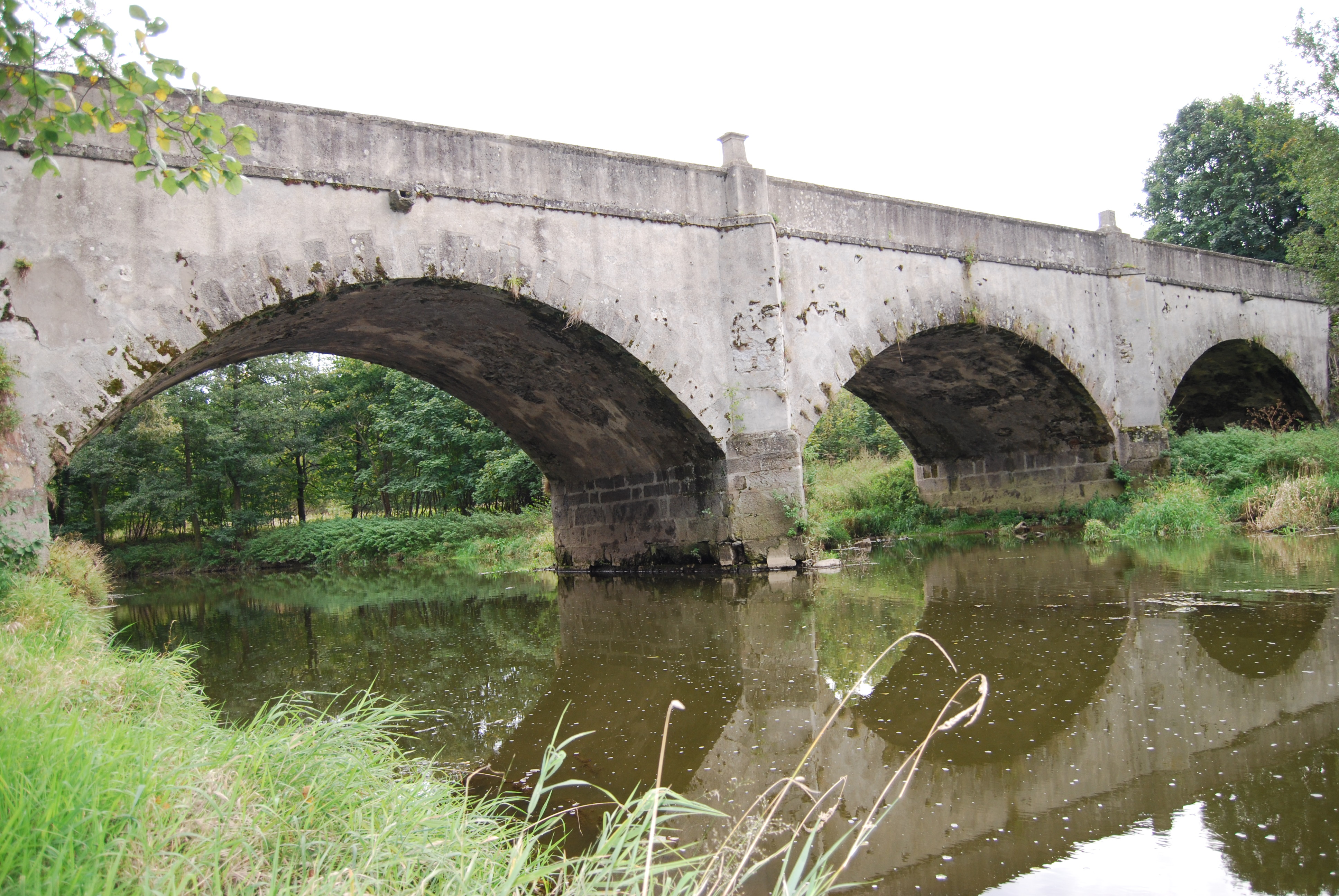
Alte Straßenbrücke über die Skalice

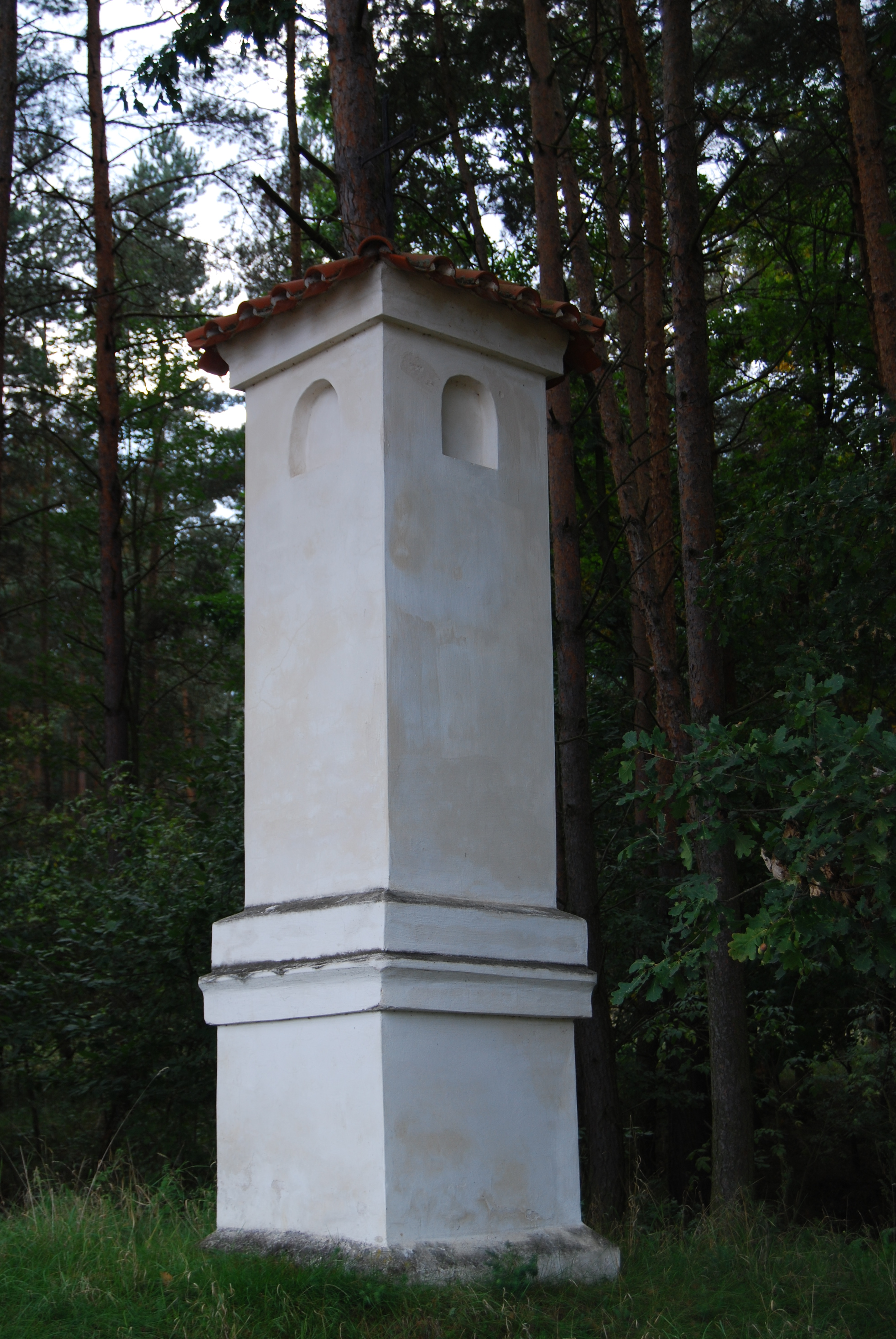
Bildstock am Bahnübergang

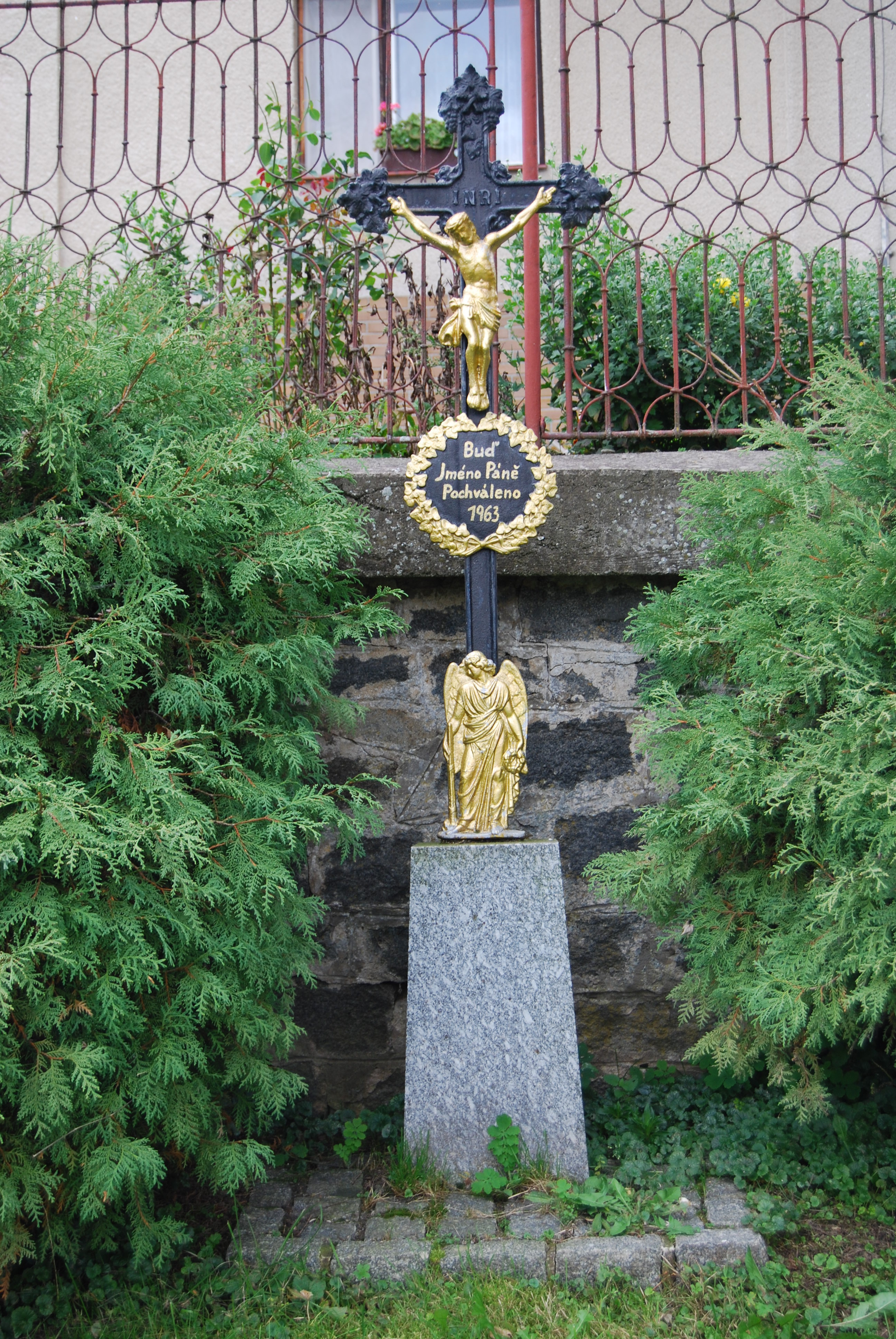
Kruzifix im Ort

Horní Nerestce (deutsch Ober Nerestetz) ist ein Ortsteil der Gemeinde Nerestce in Tschechien. Er liegt drei Kilometer südwestlich von Mirovice und gehört zum Okres Písek.

## Geographie
Horní Nerestce befindet sich rechtsseitig der Skalice im Mittelböhmischen Hügelland. Durch das Dorf führt die Bahnstrecke Protivín–Zdice, östlich verläuft die Staatsstraße I/4 zwischen Prag und Strakonice. Südöstlich erhebt sich die Na Doubravici (466 m), südwestlich der Jezvinec (545 m) sowie nordwestlich der Hradec (477 m).
Nachbarorte sind Horosedly und Dolní Nerestce im Norden, Kožlí im Nordosten, Doubravičky und Králova Lhota im Osten, Spálenský Mlýn und Krsice im Südosten, Čimelice und Rakovice im Süden, Na Pile, Slavkovická Hora und Slavkovice im Südwesten, Kakovice und U Vršeckého im Westen sowie Nad Řištinami im Nordwesten.

## Geschichte
Die erste urkundliche Erwähnung des in der Provinz Bozeň gelegenen Dorfes Neřestce erfolgte 1227 als Besitz des Klosters St. Georg auf der Prager Burg. Für die Herkunft des Ortsnamens bestehen verschiedene Deutungen. Antonín Profous leitete ihn von osada neřestníků (Siedlung des Lasters), andere Interpretationen gehen eher vom alttschechischen nerast (Keiler) aus. Wahrscheinlich war zunächst nur das linke Flussufer besiedelt, an dem sich auch eine Feste befand.
Bis zum Beginn des 17. Jahrhunderts gibt es in den schriftlichen Überlieferungen keine Unterscheidung zwischen Dolní Nerestce und Horní Nerestce. Der Hof Horní Nerestce wurde 1605 erstmals als Besitz des Christoph Günther von Moren erwähnt. Später wurde das Gut Teil der Herrschaft Worlik. Im Jahre 1837 bestand Ober-Nerestetz bzw. Worliker Nerestetz aus 16 Häusern mit 106 Einwohnern, darunter einer Israelitenfamilie. Pfarrort war Mirotitz. Bis zur Mitte des 19. Jahrhunderts blieb Ober-Nerestetz der Fideikommissherrschaft Worlik samt Zalužan, Zbenitz und Bukowan untertänig.
Nach der Aufhebung der Patrimonialherrschaften bildete Hořejší Neřestec / Ober-Nerestetz ab 1850 einen Ortsteil der Gemeinde Horosedly in der Bezirkshauptmannschaft Písek und dem Gerichtsbezirk Mirovice. Seit 1874 gehörte Horní Neřestec zur Gemeinde Kakovice. Von dieser löste sich das Dorf im Jahre 1897 los und bildete die Gemeinde Horní Nerestce bzw. Horní Neřestce. Im Jahre 1919 schlossen sich Dolní Nerestce und Horní Nerestce zur Gemeinde Nerestce zusammen. Nerestce wurde am 1. April 1976 nach Horosedly und am 1. Jänner 1983 mit diesem zusammen nach Mirovice eingemeindet. Beide Ortsteile lösten sich am 24. November 1990 wieder von Mirovice los und schlossen sich erneut zur Gemeinde Nerestce zusammen. Im Jahre 1991 hatte Horní Nerestce 28 Einwohner, beim Zensus von 2001 lebten in den 22 Wohnhäusern des Ortes 22 Personen.

## Ortsgliederung
Zu Horní Nerestce gehören die Einschichten Doubravičky, Nad Řištinami und U Vršeckého.

## Sehenswürdigkeiten
- Dreibögige Steinbrücke über die Skalice, sie erhielt ihre heutige Gestaltung im Empirestil 1814. Auf der sechs Meter breiten Brücke befinden sich Statuen der hll. Barbara, Maria Magdalena, Wenzel, Ägidius, Veit, Sigismund, Johannes von Nepomuk und Josef, die der Bildhauerhütte von Jan Hammer in Čimelice zugerechnet werden. Die Spannweite der beiden Seitenbögen beträgt 12 Meter, die des Mittelbogens 13 Meter. Während der Napoleonischen Kriege war die Brücke 1813 beim Rückzug der Franzosen zur Sprengung vorgesehen, in den Brückenpfeilern wurden entsprechende Ladekammern aufgefunden. Die Brücke gehört ebenfalls zu den Kulturdenkmälern des Okres Písek. Die Originalfiguren wurden in Čimelice deponiert und sollen künftig durch Kopien ersetzt werden. Der Verkehr auf der Staatsstraße führt heute über eine parallele moderne Straßenbrücke.
- Bildstock am Bahnübergang
- Kruzifix